# GTLS
GTLS (ang. Gas Tritium Light Sources), znane również pod nazwą handlową trigalight – samowystarczalne źródło światła o niskim natężeniu wykorzystujące zjawisko radioluminescencji spowodowanej rozpadem beta trytu. GTLS ma formę szklanej rurki wypełnionej radioaktywnym gazem – trytem.

## Historia
Technologia samowystarczalnego źródła światła trytowego (GTLS, trigalight) została wynaleziona w latach 60. XX wieku. Największym producentem technologii GTLS jest szwajcarska firma mb-microtec AG.

## Zasada działania

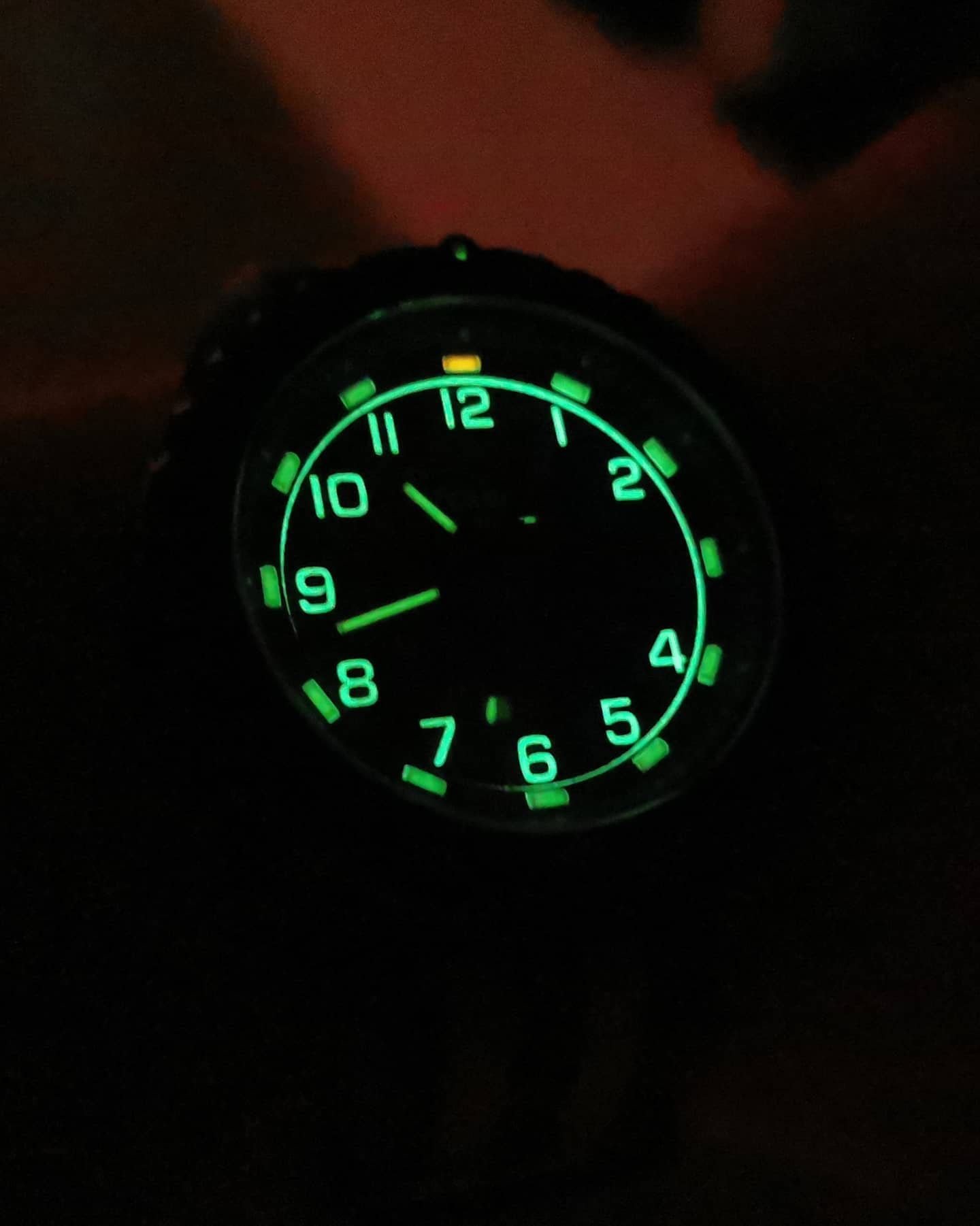
Technologia GTLS, trigalight w zegarku naręcznym

W technologii GTLS stosowane są szklane rurki wykonane ze szkła borokrzemianowego, które od wewnątrz powlekane są luminoforem, a następnie wypełniane trytem. Rurki są następnie przycinane i uszczelniane za pomocą lasera gazowego (laser CO2). Wewnątrz rurki tryt ulega rozpadowi beta, uwalniając elektrony, które aktywują proszek luminescencyjny, tworząc w ten sposób długotrwałą luminescencję.

## Żywotność
Światło GTLS jest samowystarczalne, autonomiczne i nie wymaga zasilania zewnętrznego. Czas połowicznego rozpadu trytu wynosi 12,32 lat. Oznacza to, że źródło GTLS po 12 latach traci 50% swojej intensywności. Po 25 latach świeci z intensywnością mniejszą o 75% w stosunku do wartości początkowej. 

## Bezpieczeństwo
Produkty wykorzystujące technologię GTLS są całkowicie bezpieczne. Tryt nie stanowi bezpośredniego zagrożenia radiacyjnego, jeśli jest zamknięty w szczelnych rurkach. 
Nawet w przypadku wydostania się z rurki ryzyko napromieniowania jest bardzo małe. Tryt emituje promieniowanie beta o bardzo małej energii (18 keV). Jego zasięg powietrzu wynosi maksymalnie 6 mm. Zagrożenie promieniowaniem wystąpić może tylko w przypadku kontaktu ze skórą lub połknięcia rurki z trytem. 

## Zastosowanie
Oświetlenie trytowe nie wymaga energii elektrycznej, dlatego znalazło szerokie zastosowanie w różnych gałęziach przemysłu m.in. sektorze zbrojeniowym i zegarmistrzostwie. 

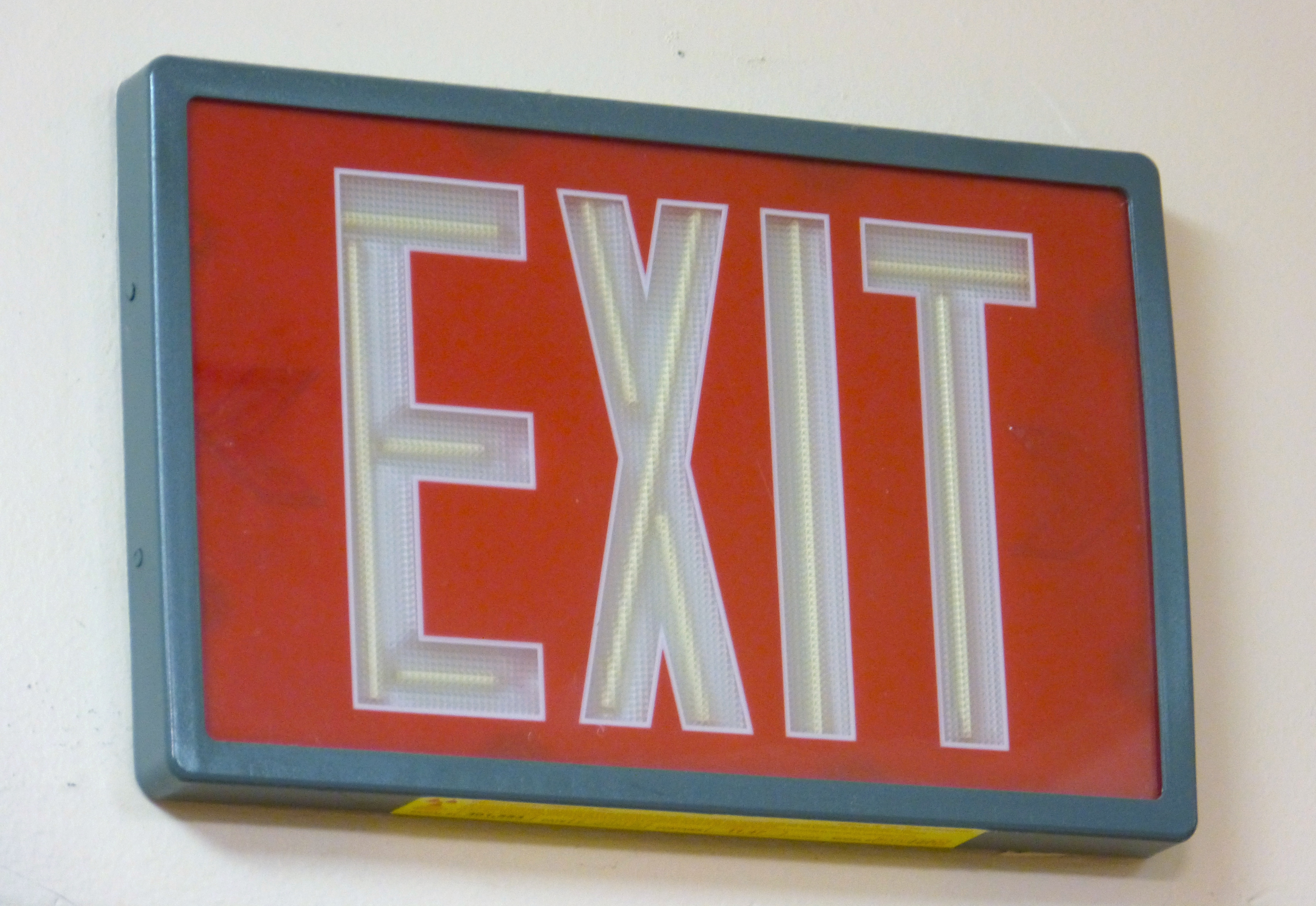
Znak ewakuacyjny wykorzystujący technologię GTLS

Rurki GTLS umieszczane są na wskazówkach i indeksach zegarków naręcznych, a także stosowane są w brelokach, spławikach wędkarskich, latarkach czy znakach ewakuacyjnych. GTLS stosowany jest również w produkcji sprzętu wojskowego m.in. przyrządów w samolotach, kompasach, soczewek do czytania map w ciemności czy celownikach do broni.